# 日吉站 (滋賀縣)
日吉站（日语：／ Hiyoshi eki */?）是位於滋賀縣大津市坂本，江若鐵道的鐵路車站（廢站）。
此站與鄰站叡山站都是比叡山參詣路線的玄關口。

## 歷史
在1923年（大正12年）4月，江若鐵道叡山站至雄琴站之間開通時，此站啟用。但是由於建設此站的工程還未完成，因此當時以臨時停車站的形式啟用。而正式啟用日期為同年8月1日。
車站位於坂本地區的比叡山山腳位置。附近設有延曆寺和日吉大社等觀光景點。在此站啟用前後，已經有其他交通工具進出。在1922年（大正11年），位於比叡辻的新唐崎港啟用，輪船開始駛入該港口。在1927年（昭和2年）琵琶湖鐵道輪船（後來經合併變為京阪電氣鐵道）的坂本站（現時：坂本比叡山口站）啟用。同年，比叡山鐵道連接坂本至比叡山上的纜車開通。
江若鐵道在1969年（昭和44年）10月31日結束營業，車站在翌日11月1日廢除。

### 年表
- 1923年（大正12年）
  - 4月1日：叡山至雄琴之間開通，此站啟用[5][6]。當時該站實際上一座臨時停車場[1]。
  - 8月1]：車站正式啟用[1][7]。當時車站位於滋賀郡坂本村（日语：坂本村 (滋賀県)）坂本。
- 1969年（昭和44年）11月1日：車站被廢除[5]。

## 車站構造
日吉站內設有客運和貨運業務（一般車站）。但是此站只有1面1線的月台，車站規模較小。曾經此站可進行列車交會，後來把部分路軌撤走後，便只有1面1線的月台可供使用。
車站規模雖然細小，但是擁有大型木製站舍，站內設有委託職員當值。

## 使用狀況
以下為開業起數年之間的一年上下車人次和貨物起卸量：
| 一年客量和貨物起卸量： | 一年客量和貨物起卸量： | 一年客量和貨物起卸量： | 一年客量和貨物起卸量： | 一年客量和貨物起卸量： | 一年客量和貨物起卸量： |
| 年                     | 旅客                   | 旅客                   | 貨物                   | 貨物                   | 參考資料               |
| 年                     | 乘車                   | 下車                   | 發送                   | 到達                   | 參考資料               |
| ---------------------- | ---------------------- | ---------------------- | ---------------------- | ---------------------- | ---------------------- |
| 1923年                 | 40,545人               | 35,472人               | -                      | 159公噸                | [ 13 ]                 |
| 1924年                 | 82,647人               | 61,903人               | 36公噸                 | 47公噸                 | [ 14 ]                 |
| 1931年                 | 49,506人               | 48,147人               | 1,109公噸              | 1,227公噸              | [ 15 ]                 |
| 1934年                 | 46,937人               | 47,720人               | 357公噸                | 341公噸                | [ 16 ]                 |
| 1935年                 | 51,871人               | 51,685人               | 209公噸                | 287公噸                | [ 17 ]                 |
| 1936年                 | 50,951人               | 50,202人               | 184公噸                | 221公噸                | [ 18 ]                 |

## 車站周邊
從站前的道路向西行可到達京阪石山坂本線的終點站坂本比叡山口站。在此站廢除後，於同一位置設置了湖西線比叡山坂本站。
從滋賀站附近至此站之間的路軌遺址被湖西線重用。從此站向北出發後，湖西線會向北穿越山脈動，而江若鐵道側轉向琵琶湖湖邊方向前進，隨後在苗鹿三丁目路口附近與國道161號（現時：滋賀縣道558號高島大津線）匯合。

## 相鄰車站
江若鐵道
江若鐵道線
叡山－日吉－雄琴溫泉

## 注腳
1. 1 2 3 4 5 6 7 8 9 10  江若鉄道の思い出，第34頁.
2. 1 2 3  江若鉄道の思い出，第35頁.
3. 1 2  新修大津市史第7巻，第395頁.
4. ↑  江若鉄道の思い出，第124頁.
5. 1 2 3  今尾 2008，第31–32頁.
6. ↑  「地方鉄道運輸開始」《官報》1923年4月6日（國立國會圖書館數碼資料）
7. 1 2 3  寺田 2010，第10頁.
8. ↑  竹内 1967.
9. ↑  レイル，第79頁.
10. 1 2  レイル，第81頁.
11. ↑  寺田 2010，第15頁.
12. 1 2 3  レイル，第80頁.
13. ↑  《滋賀縣統計全書》大正12年版（國立國會圖書館數碼化資料）
14. ↑  《滋賀縣統計全書》大正13年版（國立國會圖書館數碼化資料）
15. ↑  《滋賀縣統計全書》昭和6年版（國立國會圖書館數碼化資料）
16. ↑  《滋賀縣統計全書》昭和9年版（國立國會圖書館數碼化資料）
17. ↑  《滋賀縣統計全書》昭和10年版（國立國會圖書館數碼化資料）
18. ↑  《滋賀縣統計全書》昭和11年版（國立國會圖書館數碼化資料）
19. 1 2  吉田 1998，第186頁.
20. ↑  寺田 2010，第24頁.

## 相關項目
- 日本鐵路車站列表 Hi